# 波啟浦夕 (紐約州)
波基普西（/pəˈkɪpsi/ pə-KIP-see）是美國紐約州哈德遜河河畔的一個城市，是達奇斯縣的縣治。2000年人口29,871人。

## 地理
全市位處於哈得遜河谷，介乎紐約州首府奧爾巴尼和紐約市之間。

## 歷史
最先定居於波啟浦夕市的是英國人，約於十七世紀末到達。美國獨立後，於1799年成為一個村。而建市則是1854年3月28日的事。